# Storlom
Storlom (Gavia arctica) är en fågel inom familjen lommar. Den förekommer på norra halvklotet och beskrevs först av Carl von Linné 1758. Storlommen är känd för sitt under våren  klagande och ödsligt klingande spelläte. Den är Gästriklands landskapsfågel. 

## Utseende och läte
Storlommen är cirka 70 cm lång och kan väga mellan 1,3 och 3,4 kg. I sommardräkt har adulta fåglar mestadels svart ovansida, med undantag för ett område på den främre ryggen som har vita rutor. Huvudet och den bakre delen av halsen är grå, och sidorna är vit- och svartrandiga. Det mesta av halsen är också svart. Färgen på halsfläcken kan användas för att skilja de två underarterna, på underarten G. a. viridigularis, är den grön. Undersidan är mestadels vit, inklusive den nedre delen av halsen. Flankerna är också vita, vilket kan användas för att skilja denna fågel från stillahavslom. 
När den inte häckar saknas fläcken på halsen, så att den är vit. Då saknas också de flesta av de svarta linjerna på halsen, med undantag för de som är längst ned på sidorna, och ovansidan är omönstrad med undantag för ett par vita fläckar på undersidan av vingen. De unga har liknande teckning som de icke-häckande adulta, men med mer brunt. 
Storlommen är något större än en gräsand men betydligt mer långsmal. Kroppslängden är 65–74 centimeter och vingspannet 105–125 centimeter. Könen är lika. Den har en dolkformad näbb som oftast hålls horisontell när man ser fågeln simma. Huvudets övergång till halsen är i det närmaste omärklig. I sommardräkt har den askgrått huvud och hals. Strupen och framhalsen är violettglänsande svarta. Halsens, krävans och bröstets sidor har svarta och vita längdstreck. Kroppen är rent svart på ovansidan med två avlånga fält på vardera sidan, bildade av fyrkantiga vita fläckar. De undre delarna är vita och ving- och stjärtpennorna är svarta.

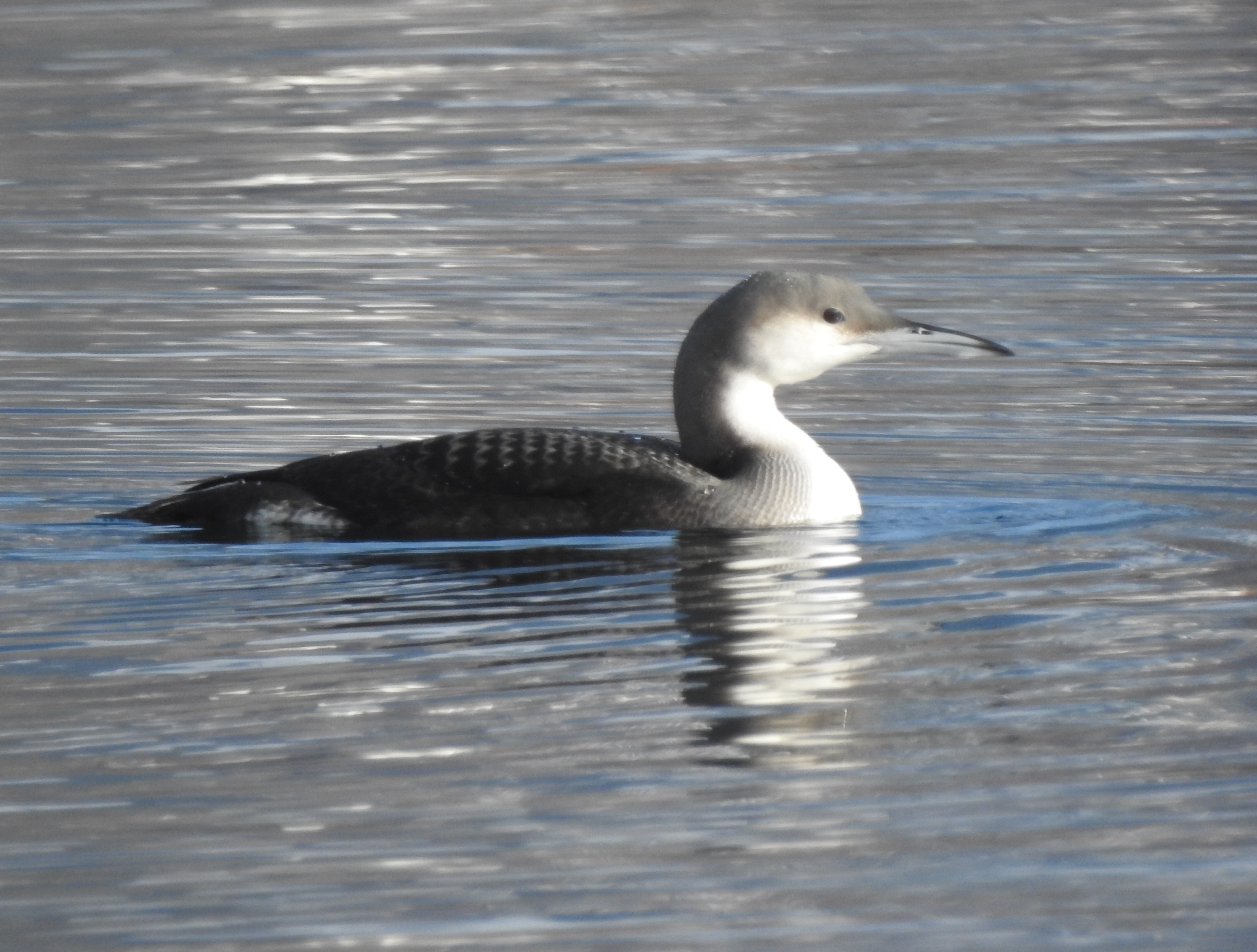
Storlom i vinterdräkt.

Häckande, övre- och icke-häckande, nedre, Storlommar.

Underarten G. a. viridigularis är betydligt mindre än nominatformen.[källa behövs]
I vinterdräkt är storlommen ljusgrå på ovansidan av huvudet och baksidan av halsen, jämnt brunaktigt svartgrå på kroppens översida och vit på haka, strupe, bröst och undersida. 
I flykten sticker fötterna ut långt vilket gör att vingarna ser ut att sitta på mitten av kroppen till skillnad från smålommen. Den håller också oftast huvudet stilla och ger inte lika kutryggigt intryck som smålommen.
Jämfört med andra sjöfåglar ligger lommar ganska lågt i vattnet.

### Läte
Revirropet är ett ku-u-í-ki, kuí-ki, kuí-ki. Varningslätet är ett djupt knarrande, och ett långsamt råmande förekommer också vid fara, liksom ett kuick! följt av en plaskande dykning. Underarten G. a. viridigularis har ett betydligt ljusare läte.[källa behövs]

## Utbredning och systematik
Storlommen är en vattenlevande flyttfågel som förekommer på Norra halvklotet. Den häckar främst vid insjöar i norra Europa och Asien. Den övervintrar längs den skyddade, isfria kusten vid nordöstra Atlanten och östra och västra Stilla havet. 
Storlommen häckar i Skottland, Skandinavien, Baltikum, österut genom Sibirien i Vitryssland, Ryssland, Kazakstan, Mongoliet och allra västligaste Alaska. Om vintern flyttar den till kustområden.
Storlommen delas upp i två underarter:
- Västlig storlom[3] Gavia arctica arctica (Linnaeus, 1758) – förekommer i norra Europa, och vidare österut till centrala norra Asien, och därifrån till floden Lena och Transbajkal. Om vintern flyttar den till kustområden i nordvästra Europa, Medelhavet, Svarta havet och Kaspiska havet.[4]
- G. a. viridigularis Dwight, 1918 – förekommer i östra Ryssland, från floden Lena och Transbajkal och vidare österut till Tjuktjerhalvön och Kamtjatka och allra nordligaste Sachalin. Den övervintrar utmed nordvästra Stillahavskusten.[4]

Tidigare behandlades storlommen som samma art som stillahavslom, vilket troligen är den närmast besläktade arten. I en studie som använde mitokondriellt DNA och proteinkodande DNA visade sig storlom vara systerart till en klad bestående av stillahavslom och två andra systerarter, svartnäbbad islom och vitnäbbad islom.[källa behövs]

### Storlommen i Sverige
Storlom häckar över hela Sverige förutom på Öland, Gotland och i Skåne. Historiskt sett är exempelvis sjön Båven i Sörmland en av de mest storlomstäta sjöarna i Sverige med omkring 50 till 60 par.

## Ekologi

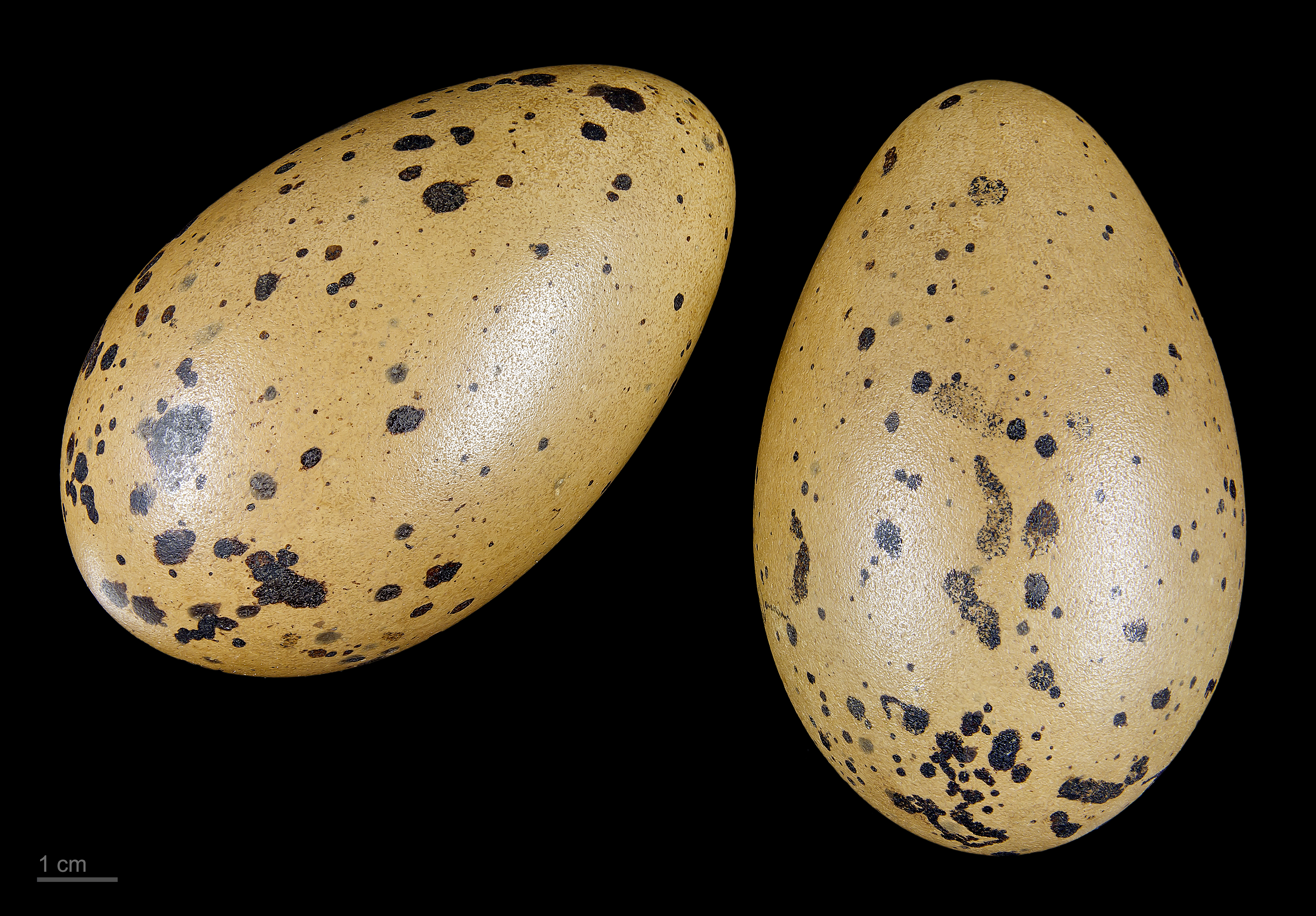
Ägg.

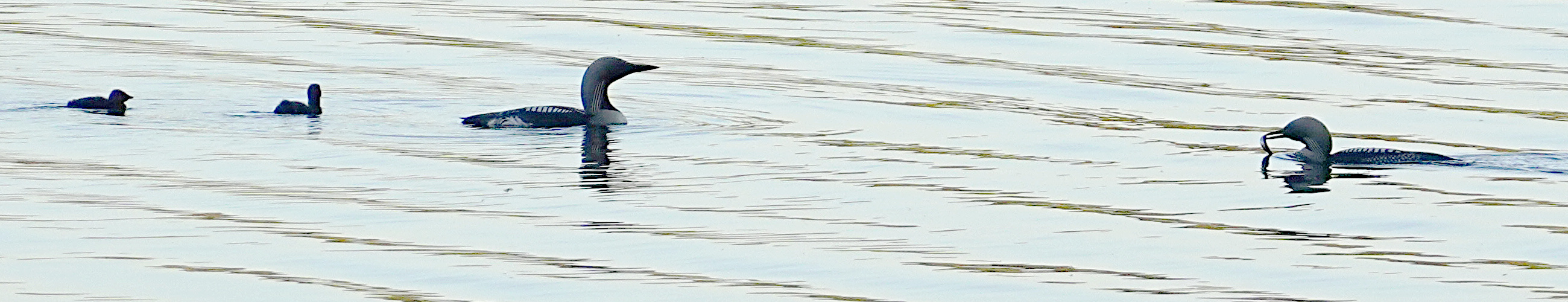
En familj Storlom födosökande på Stråken.

Tiden för häckningssäsongen varierar; i den södra delen av utbredningsområdet börjar häckningen i april, medan den får vänta till efter tjällossningen i den norra delen. Storlommen bygger ett ovalt bo som är cirka 23 cm långt, antingen nära en sjö eller på vegetation som sticker upp ur vattnet. Den lägger vanligtvis en kull av två, sällan ett eller tre, brun-gröna ägg med mörka fläckar. Efter en inkubationstid mellan 27 och 29 dagar kläcks ungen och matas med små fiskar och ryggradslösa djur. Denna föda skiljer sig alltså från de vuxnas som består mestadels av fisk som oftast är större. För att fånga denna mat jagar storlommen ensam eller i par, mycket sällan i grupp. Den dyker från vattenytan och går inte djupare än 5 meter. De flesta dyken är framgångsrika. Allt från 30 till 90 procent av häckningsförsöken resulterar i att minst en unge lämnar boet i flygfärdigt skick. De flesta misslyckandena beror på rovdjur och översvämningar.
Storlommen är parbildande, oftast för livet. Reviret runt boet är stort och försvaras intensivt mot andra lommar. Parningen sker i land. Den lägger sitt bo direkt på marken, ofta på en tuva i strandkanten eller en liten bit upp på land, ofta på samma plats år efter år. Den lägger i snitt ett till tre ägg, oftast två, som är långsträckt ovalt formade. Färgen är ofta olivgrön till ljusbrun med jämnt fördelade svarta fläckar. Äggen ruvas 24–27 dagar. Paret tar tillsammans hand om ungarna som är flygfärdiga efter cirka 60 till 65 dygn, och ungarna följer sedan föräldrarna på flyttningen. Dock är ungarna direkt efter kläckning bra simmare och dyker obehindrat. De slåss mycket om de inte matas tillräckligt, och ofta överlever bara en unge. Trots revirförsvaret samlas de adulta fåglarna ofta för gemensamt fiske på tidiga morgnar, på gemensamma fiskeplatser.

## Storlommen och människan
Storlommen är Gästriklands landskapsfågel och Örkelljungas kommunfågel.

### Status och hot
Arten har ett stort utbredningsområde och en stor population, men tros minska i antal, dock inte tillräckligt kraftigt för att den ska betraktas som hotad. IUCN kategoriserar därför arten som livskraftig (LC). Världspopulationen uppskattas till mellan 275.000 och 1,5 miljoner individer, varav 53.800-87.800 par tros häcka i Europa. Storlommen är skyddad enligt Avtalet om bevarande av flyttande sjöfåglar i Afrika och Eurasien.